# Eisenbahnunfall von Hohenthurm

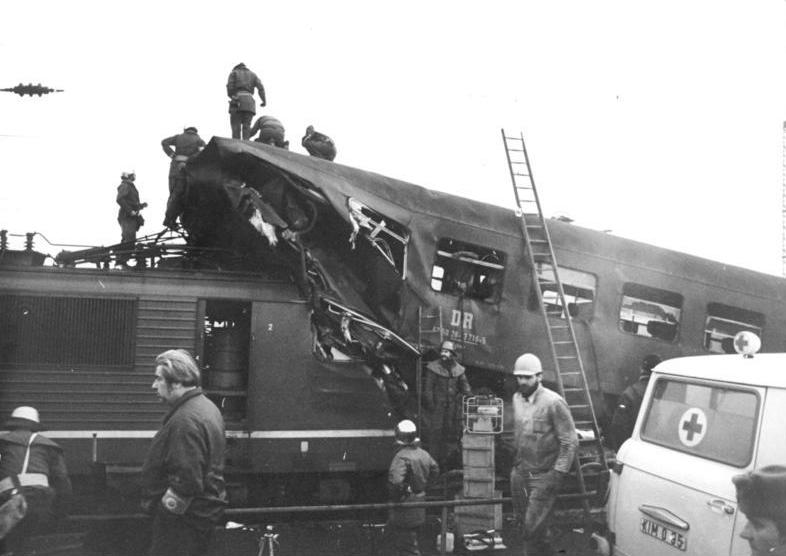
Durch den Aufprall wurde die Schlusslokomotive des Personenzuges unter den letzten Wagen geschoben

Der Eisenbahnunfall von Hohenthurm war ein Auffahrunfall von zwei Reisezügen im Bahnhof Hohenthurm auf der Bahnstrecke Berlin–Halle am 29. Februar 1984. Elf Menschen starben, 43 weitere wurden verletzt. 

## Ausgangslage
Der Schnellzug D 354 war ein sogenannter Transitzug von Berlin-Friedrichstraße nach Saarbrücken, der das Gebiet der DDR zwischen Berlin (West) und der innerdeutschen Grenze ohne Halt durchfuhr. Kontrollen durch DDR-Behörden beschränkten sich daher auf Prüfungen der Ausweispapiere. Um Aufspringen während der Fahrt zu verhindern, sollte der Zug auf DDR-Territorium eine Mindestgeschwindigkeit einhalten und möglichst keinen außerplanmäßigen Halt einlegen. Kam es aufgrund der betrieblichen Situation oder wegen einer Störung doch einmal zu einem außerplanmäßigen Halt, wurden die Züge von einem auf dem Gebiet der DDR mitreisenden Begleit-Kommando aus Transportpolizei und Staatssicherheit gegen unbefugtes Ein- und Aussteigen gesichert. Notwendige Betriebshalte, z. B. zum Lokomotivwechsel, fanden auf kleinen, unbedeutenden Bahnhöfen statt und wurden von der Transportpolizei streng bewacht. Da die Höchstfahrzeiten auf Grund des schlechten Streckenzustandes kaum einzuhalten waren, trug der Zug unter den Eisenbahnern den Spitznamen „Angst“. Am Tag des Unfalls wurde der Zug von der Lokomotive 250 207 gezogen. Er war mit 108 Reisenden besetzt. Wegen starken Nebels und unter dem Druck, den Fahrplan einzuhalten, hatte der Lokomotivführer zwischen Berlin und Hohenthurm insgesamt drei haltzeigende Signale überfahren.
Der P 7523 war ein Personenzug von Bitterfeld nach Halle (Saale) Hbf, der von vielen Arbeitern zur Heimfahrt benutzt wurde und daher als „Schichterzug“ bekannt war. Er führte an diesem Tag außerplanmäßig die Lokomotive 250 017 als Schlusslokomotive mit.
Der Streckenabschnitt zwischen Bitterfeld und Halle/Saale war zum Unfallzeitpunkt noch nicht mit Punktförmiger Zugbeeinflussung (PZB) ausgerüstet, die bei Überfahren eines „Halt“ zeigenden Signals eine Zwangsbremsung des Zuges ausgelöst hätte.
Zum Zeitpunkt des Unfalls herrschte dichter Nebel mit Sichtweiten von unter fünf Metern. Der Zugverkehr im Raum Halle war nahezu zum Erliegen gekommen.

## Unfallhergang

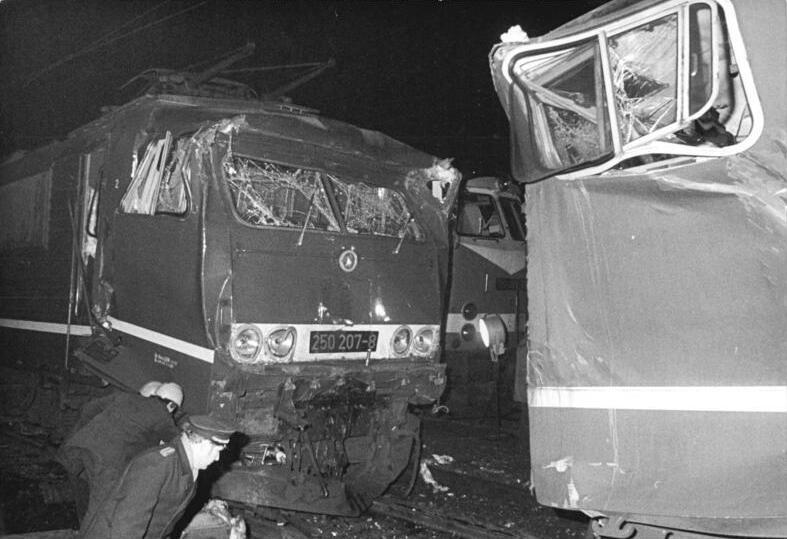
Die am Unfall beteiligten Lokomotiven

Der P 7523 hielt fahrplanmäßig gegen 15:00 Uhr in Hohenthurm und wartete auf die planmäßige Überholung des D 354, als der D 354 mit 40 km/h auf die Schlusslok auffuhr. Diese schob sich unter den letzten Wagen, dessen hinterer Teil dabei völlig zerstört wurde. Der Lokführer auf der Schlusslokomotive des Personenzuges sowie zehn Reisende kamen ums Leben, mindestens 30 weitere wurden verletzt. Der Lokführer des Schnellzuges wurde schwer, 16 Reisende leicht verletzt. Sie konnten nach ambulanter Behandlung ihre Reise fortsetzen.
Die Schlusslokomotive nahm einen Großteil der Aufprallenergie auf, sonst wären die Folgen viel verheerender gewesen.

## Bergung
Die Freiwillige Feuerwehr Hohenthurm war zuerst vor Ort; wenig später trafen Berufsfeuerwehr, Kriminalpolizei und Rettungsdienst mit Notarzt ein. Diese durften nur die Reisenden des Nahverkehrszuges versorgen. Auf Grund von Brandgefahr konnten die Helfer keine Schneidbrenner einsetzen, um die eingeklemmten Verletzten aus dem Zug zu befreien, sondern mussten mit Handsägen arbeiten, wodurch sich die Bergung bis in die frühen Morgenstunden hinzog. Der letzte Tote wurde um 4:30 Uhr geborgen.
Die Reisenden des Transitzuges wurden von einem Katastrophenstab unter Leitung des Ministeriums für Staatssicherheit betreut. Gegen 19:00 Uhr konnte der Zug seine Fahrt mit einer Ersatzlokomotive fortsetzen.

## Folgen
Die MfS-Abteilungen für Spionageabwehr und Sicherung des Verkehrswesens gingen zunächst von einem Anschlag oder Sabotageakt aus und nahmen Ermittlungen auf. Helfern wurde verboten, über Einzelheiten des Unfalls zu sprechen. Die Schuldfrage wurde nie eindeutig geklärt. Der Lokomotivführer des Transitzuges hatte die Anweisung, möglichst nur an den im Fahrplan vorgesehenen Bahnhöfen zu halten. Möglicherweise war er davon ausgegangen, wie für Transitzüge üblich, überall freie Fahrt zu haben. Er wurde dennoch fünf Monate später zu fünf Jahren Haft verurteilt.